# Christopher Nkunku
Christopher Alan Nkunku (n. 14 noiembrie 1997, Lagny-sur-Marne⁠(d), Île-de-France, Franța) este un fotbalist francez, care joacă pe post de mijlocaș la Chelsea în Premier League. Pe plan internațional, are prezențe la națională pentru Franța U16⁠(d), Franța U21⁠(d), Franța U19⁠(d), Franța U20⁠(d) și Franța.
Nkunku și-a început cariera la Academia lui Paris Saint-Germain unde și-a făcut debutul profesional pentru club în decembrie 2015. A făcut 78 de apariții pentru ei și a câștigat trei titluri de Ligue 1, două Coupe de France și două Coupe de la Ligue. Nkunku s-a alăturat echipei germane RB Leipzig în iulie 2019, cu care a câștigat premiul Jucătorul sezonului din Bundesliga și DFB-Pokal în sezonul 2021-22.
Nkunku a reprezentat Franța la mai multe niveluri de tineret, înainte de a-și face debutul la echipa națională de seniori în martie 2022.

## Tinerețe
Christopher Alan Nkunku  s-a născut pe 14 noiembrie 1997 în Lagny-sur-Marne, Seine-et-Marne.  A început să joace fotbal cu AS Marolles la vârsta de șase ani.  În 2009, s-a alăturat lui Fontainebleau, unde a fost văzut de cercetașii mai multor cluburi profesioniste.  În ciuda vârstei sale fragede și a fizicului copilăresc, s-a remarcat pentru „viteza sa, tehnica și viziunea sa asupra jocului”, după cum își amintea Norbert Boj în 2020, fost șef al școlii de fotbal Fontainebleau.  A jucat în toate pozițiile de la mijlocul terenului, o versatilitate pe care, potrivit unui alt antrenor al clubului, o datorează „abilității sale tehnice, evident, dar mai ales inteligenței sale de joc”. 
Pentru că este considerat prea tânăr și ușor, Nkunku nu a fost semnat de Lens, Le Havre și Monaco; cluburi în care fusese la probe.   În cele din urmă, a semnat cu Paris Saint-Germain, unde a reușit să progreseze prin tabelele de tineret ale INF Clairefontaine la nivelul sub 15.  Petrecând zilele lucrătoare la Clairefontaine și jucând doar în weekend cu Paris Saint-Germain, a făcut trecerea permanentă la gigantul francez la vârsta de cincisprezece ani.  

## Carieră

### Paris Saint-Germain
Nkunku s-a alăturat juniorilor lui Paris Saint-Germain în 2010.  A fost membru al echipei de tineret care a fost vice-campion în UEFA Youth League 2015–16.  Și-a făcut debutul profesionist la vârsta de 18 ani, pe 8 decembrie 2015, într-un meci din UEFA Champions League împotriva lui Shakhtar Donețk, înlocuindu-l pe Lucas Moura după 87 de minute într-o victorie cu 2-0 pe teren propriu.  A marcat primul său gol profesionist într-o victorie cu 7-0 pe teren propriu împotriva lui Bastia în Cupa Franței pe 7 ianuarie 2017.  Pe 10 martie 2018, a marcat prima sa dublă ca profesionist, într-o victorie cu 5-0 împotriva lui Metz . 

### RB Leipzig

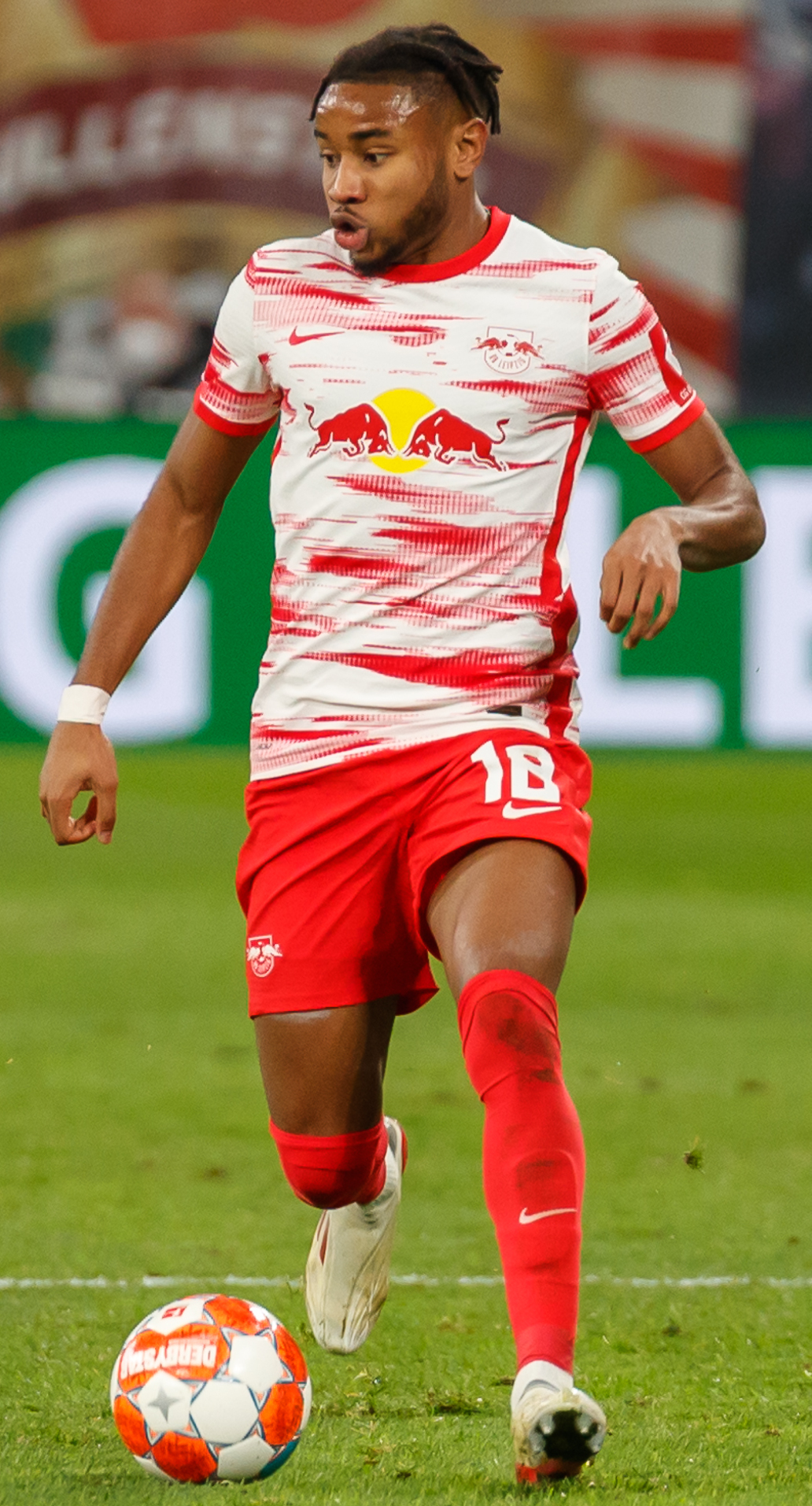
Nkunku jucând pentru RB Leipzig în 2021

Pe 18 iulie 2019, RB Leipzig a anunțat semnarea lui Nkunku cu un contract de cinci ani pentru o sumă de transfer de aproximativ 13 milioane de euro plus bonusuri.  Și-a făcut debutul pentru club pe 11 august într-un meci din DFB-Pokal împotriva lui VfL Osnabrück, care s-a încheiat cu o victorie cu 3–2.  Debutul său în Bundesliga a urmat o săptămână mai târziu, marcând primul său gol competitiv în prima etapă a sezonului 2019-20, într-o victorie cu 4-0 în fața rivalilor regionali Union Berlin . 
Pe 22 februarie 2020, Nkunku a oferit patru pase de gol într-o victorie cu 5-0 asupra lui Schalke 04. Cu această reușită, a devenit doar al doilea jucător din istoria recentă a Bundesliga care a înregistrat patru pase decisive într-un singur meci, după Szabolcs Huszti în 2012. 
Pe 15 septembrie 2021, Nkunku a marcat un hat-trick pentru Leipzig în înfrângerea cu 6–3 împotriva lui Manchester City într-un meci din faza grupelor UEFA Champions League 2021–22.  A fost primul jucător din istoria clubului care a marcat un hat-trick în Liga Campionilor.  Pe 25 septembrie 2021, Nkunku a marcat o dublă într-o victorie cu 6-0 împotriva lui Hertha BSC.  O săptămână mai târziu, a înscris o nouă dublă într-o victorie împotriva lui VfL Bochum, fiind aceasta prima dată când a marcat două duble în cariera sa.  În mai 2022, a câștigat premiul Jucătorul sezonului din Bundesliga 2021–22 după ce a marcat de 20 de ori și a asistat la 13 goluri în 34 de meciuri de campionat. 

## Carieră internațională
Nkunku s-a născut în Franța și este de origine congoleză.   A fost internațional cu naționala Franței de tineret, reprezentând țara la nivelurile sub-16, sub-19, sub-20 și sub-21.  A avut trei apariții cu echipa sub 20 de ani la Cupa Mondială FIFA U-20 din 2017 . 
Nkunku a fost convocat pentru prima dată cu echipa de seniori a Franței pentru meciuri amicale împotriva Coastei de Fildeș și Africii de Sud pe 25, respectiv 29 martie 2022.  Și-a făcut debutul ca titular în meciul împotriva Coastei de Fildeș.  Pe 9 noiembrie 2022, a făcut parte din lotul Franței de 25 de jucători pentru Cupa Mondială FIFA 2022 din Qatar.  Pe 15 noiembrie, a suferit o accidentare la genunchi după ce s-a ciocnit cu Eduardo Camavinga în timpul antrenamentului la Clairefontaine, ceea ce l-a forțat să abandoneze competiția. 

## Palmares
Paris Saint-Germain
- Liga 1 : 2015–16, 2017–18, [30] 2018–19 [31]
- Cupa Franței : 2016–17, 2017–18 [ <span title="This claim needs references to reliable sources. (June 2022)">necesită citare</span> ]
- Coupe de la Ligue : 2016–17, 2017–18 [ <span title="This claim needs references to reliable sources. (June 2022)">necesită citare</span> ]
- Trofeul Campionilor : 2017, 2018 [32]

RB Leipzig
- DFB-Pokal : 2021–22 [33]

Chelsea
- UEFA Conference League: 2024–25[34]
- Finalist EFL Cup: 2023–24[35]

Individual
- Jucătorul sezonului din Bundesliga : 2021–22 [36]
- Echipa sezonului din Bundesliga: 2021–22 [37]
- Jucătorul sezonului VDV Bundesliga : 2021–22 [38]
- Echipa sezonului VDV Bundesliga : 2021–22 [38]
- Jucătorul lunii din Bundesliga: octombrie 2021, februarie 2022, martie 2022, aprilie 2022 [39]
- Echipa sezonului UEFA Europa League : 2021–22 [40]